# Briniats
Els briniats (en llatí briniates) eren un poble lígur que només es coneix per un passatge de Titus Livi, on diu que vivien al nord, és a dir més enllà, dels Apenins. L'expressió és confusa i se suposa que vivien a la vall del riu Vara allà on conflueix amb el Magra. És possible que la ciutat de Brugnato derivi del seu nom.